# Kraft Henckel von Donnersmarck

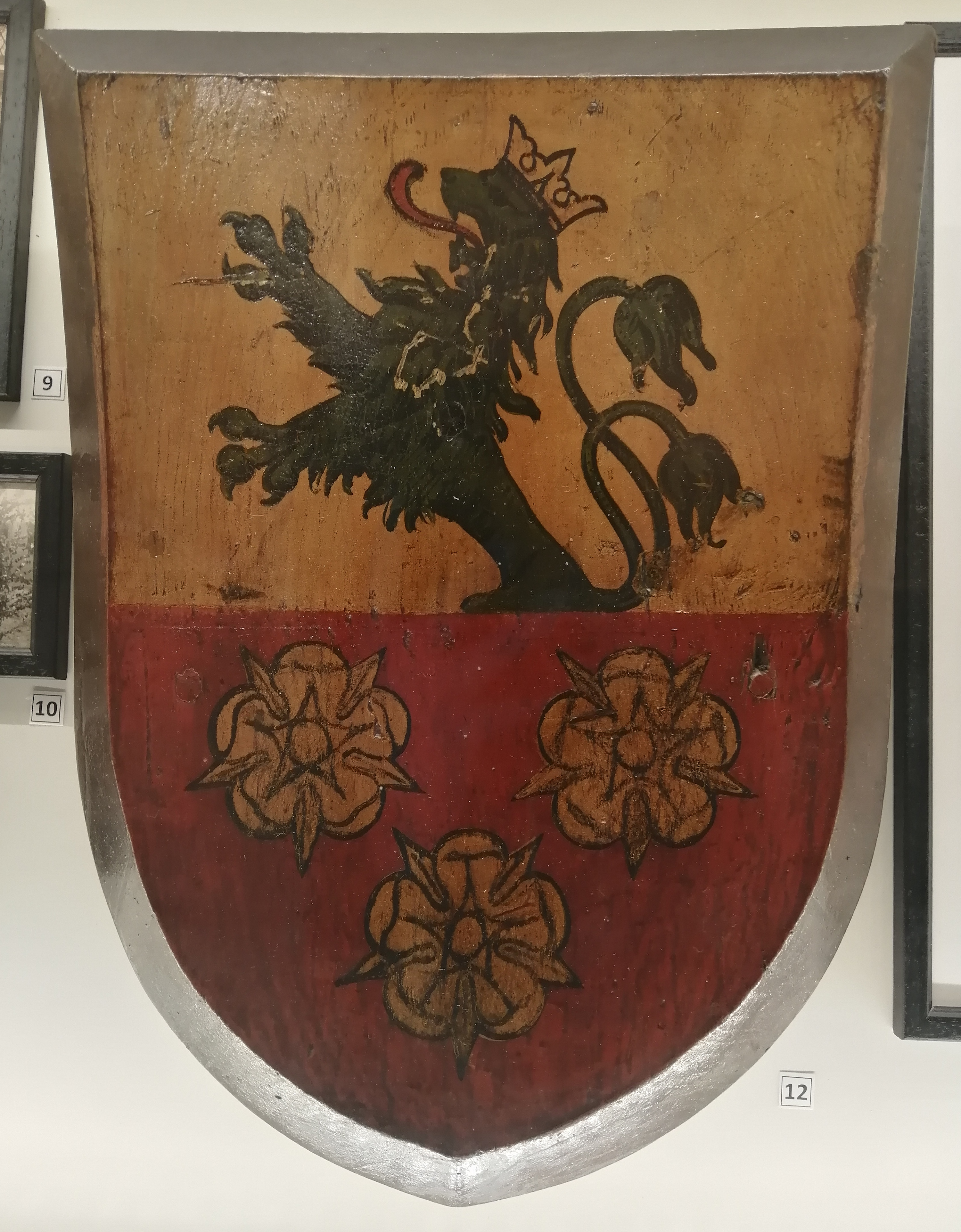
Pochodzący z pałacu w Reptach herb hrabiów Henckel von Donnersmarcków

Kraft Henckel von Donnersmarck (ur. 12 marca 1890 w Berlinie, zm. 1 września 1977 w Rottach-Egern) – ostatni pan Rept i Starych Tarnowic, najstarszych dzielnic dzisiejszych Tarnowskich Gór. Był także jedynym panem rezydencji pałacowej w Reptach.

## Życiorys
Urodził się 12 marca 1890 r. w Berlinie. Był najmłodszym synem księcia (wówczas jeszcze hrabiego) Guidona i jego drugiej żony Katarzyny Slepcow.
Po śmierci ojca w 1916 r. wspólnie z bratem księciem Guidottem zarządzali odziedziczoną fortuną. Zgodnie z wolą ojca, jego osobistym majątkiem stał się fideikomis repecko-tarnowicki. Jego rezydencją był pałac w Reptach wybudowany w latach 1893–1896 wg projektu bawarskiego architekta Gabriela von Seidla w stylu neorenesansu niemieckiego. W tym samym czasie co pałac w Reptach, pod kierunkiem von Seidla powstało Bawarskie Muzeum Narodowe w Monachium.
W okresie międzywojennym wzdłuż granicy repeckiego parku przebiegała granica państwowa. Park i pałac znajdowały się po stronie polskiej. W samym parku urządzano różnego rodzaju imprezy, m.in. tarnogórskiego Bractwa Strzeleckiego. Na ich potrzeby hrabia obiecał udostępnić swą rezydencję latem 1929 r. Hrabia Kraft był protektorem bractwa. Honorowy patronat objął także książę Guidotto.
Choć wspólnie z bratem byli właścicielami zakładów przemysłowych faktycznie bardziej aktywnym był hrabia Kraft. Ich własnością były cztery kopalnie węgla oraz huta cynku (niedaleko Świętochłowic). W okolicach Tarnowskich Gór położone były ich majątki ziemskie. Nawet w pomyślnych latach 1928 i 1929 r. posiadany przemysł przynosił straty. W czasach kryzysu dochodziły one do sumy kilku milionów rocznie. Wobec wielkości fortuny jednak straty te były słabo odczuwalne.
Z wybuchem II wojny światowej ich sytuacja się znacząco zmieniła. W przemówieniach deklarowali lojalność wobec władz niemieckich. W Reptach urządzono lazaret dla żołnierzy Wehrmachtu.
W 1945 r. Kraft, jak i reszta rodziny, stracił swój pałac i śląską fortunę. Przeniósł się do Bawarii. Później mieszkał także w Berlinie Zachodnim. Od tamtejszego Uniwersytetu Technicznego uzyskał godność Honorowego Senatora. W 1959 r. po swym starszym bracie, księciu Guidotto odziedziczył tytularną godność 16. wolnego pana stanowego Bytomia.
Pałac w Reptach spłonął w 1945 r. Zachowane mury coraz bardziej niszczały, by ostatecznie zniknąć. Na jego miejscu w latach 70. wybudowano kompleks obecnego Górnośląskiego Centrum Rehabilitacji. Z całego zespołu pałacowo-parkowego przetrwał tylko park i mocno przebudowana masztalnia.
Hrabia Kraft zmarł 1 września 1977 w Rottach-Egern. Został pochowany na tamtejszym cmentarzu obok brata i jego żony.